# 杂色灰岩鹪鹛
，是雀形目幽鹛科的一种鸟类。

## 特征
杂色灰岩鹪鹛体重约27克，翼长约79.8毫米，嘴峰长约20.7毫米，喙宽度约3.9毫米，喙厚度约5.2毫米，跗蹠长约28.3毫米，尾长约72.4毫米。食性为杂食性，主要食物来源是陆生无脊椎动物。

## 分布
杂色灰岩鹪鹛在其分布区内为留鸟，分布在泰国北部至缅甸南部的石灰岩山地。